# والریو آدامی

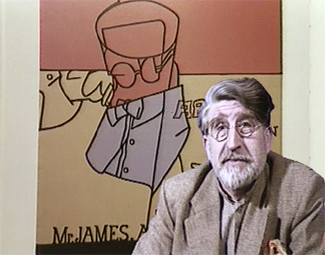
آدمی در سال ۱۹۸۸

والریو آدامی (متولد ۱۷ مارس ۱۹۳۵) نقاش ایتالیایی است. او در دانشگاه Accademia di Brera در میلان تحصیل کرده‌است و در لندن و پاریس کار می‌کند. هنر او تاثیرگرفته از هنر پاپ است.
آدامی در بولونیا متولد شد. در سال ۱۹۴۵، در سن ده سالگی، او شروع به آموزش نقاشی زیرنظر فیلیس کارنا کرد. سال ۱۹۵۱ در Accademia di Brera پذیرفته شد و تا سال ۱۹۵۴ در استودیوی Achille Funi به عنوان طراح کار کرد. در سال ۱۹۵۵ او به پاریس رفت و و در آنجا روبرتو ماتا و وفردو لام را ملاقات کرد و تحت تاثیرشان قرار گرفت. اولین نمایش انفرادی او در سال ۱۹۵۹ در میلان بود.
او در آثار اولیه خود، آثار ادیایی بیانگرانه بود، اما در زمان دومین نمایشگاهش در سال ۱۹۶۴ در کاستسل، او سبک سبک نقاشی را یادآور فرورفتگی فرانسوی در فرانسه دانست، که شامل نقاط مسطح رنگ شده با خطوط سیاه است. با این حال، بر خلاف گوگن، افراد آدمی بسیار تلطیف شده و اغلب در قطعاتی که در اتاق تلسکوپ (۱۹۶۵) دیده می‌شود، بسیار دقیق کار کرده‌است.
در دهه ۱۹۷۰، آدمی در هنر خود به سیاست پرداخت و موضوعاتی مانند تاریخ اروپای مدرن، ادبیات، فلسفه و اساطیر را دربر گرفت. در سال ۱۹۷۱ او و برادرش گونکارلو فیلم Vacances dans le désert را کارگردانی کردند. در سال ۱۹۷۴ او بر اساس شعر هلموت هایسنبوتل، ده لیتوگرافی ساخت. در سال ۱۹۷۵، فیلسوف ژاک دریدا مقالهٔ طولانی، «+ R: به معامله» را به کار آدامی اختصاص داد.
چهار اثر از کار آدامی بین سال‌های ۱۹۸۵ تا ۱۹۹۸ در پاریس، مرکز ژولیو گونزالس د والنس (اسپانیا)، تل آویو و بوئنوس آیرس نمایش داده شد. در سال ۲۰۱۰، موزه هنر بوکا راتون یک نمایشگاه ویژه برای نقاشی‌های آدمی اختصاص داد.